# Csokonyavisontai fás legelő Természetvédelmi Terület
Csokonyavisontski šumski pašnjak (mađ. Csokonyavisontai fás legelő Természetvédelmi Terület) je zaštićeno područje u južnoj Mađarskoj.
Površine je 440 hektara. Zaštićeno je područje odlukom od 1977. godine. IUCN-ove je kategorije UA. Na najširem dijelu prostire se 3,5 km u pravcu istok-zapad i 3,5 km u pravcu sjever-jug.
Središni dio je na 46° 2' 42" sjeverne zemljopisne širine i 17° 27' 46" istočne zemljopisne dužine.

## Vanjske poveznice
- Panoramio  Arhivirana inačica izvorne stranice od 14. listopada 2016. (Wayback Machine)